# Velká Hejšovina
Velká Hejšovina (polsky: Szczeliniec Wielki, německy Große Heuscheuer) je nejvyšším vrcholem Stolových hor. Nachází se na jihu Polska, necelé dva kilometry od hranic s Českou republikou, v západní části kladského výběžku v Dolnoslezském vojvodství. Patří mezi vrcholy Koruny hor Polska. Hora i sousední nižší vrchol Malá Hejšovina leží na území polského Národního parku Stolové hory. Velká Hejšovina byla již od roku 1957 přírodní rezervací.

## Geologická charakteristika
Velká Hejšovina je, podobně jako další vrcholy Stolových hor a sousední Broumovské vrchoviny, tvořena z kvádrových pískovců svrchní křídy s vložkami slínovců a vápenců. Jedná se o druhohorní sedimenty mořského původu.

## Vrcholová část
Na protáhlém temeni hory se na území asi 25 ha nacházejí četné pískovcové skalní tvary (skalní bludiště, skalní město). Na severní straně byla v roce 1846 vybudována turistická chata v tyrolském stylu.

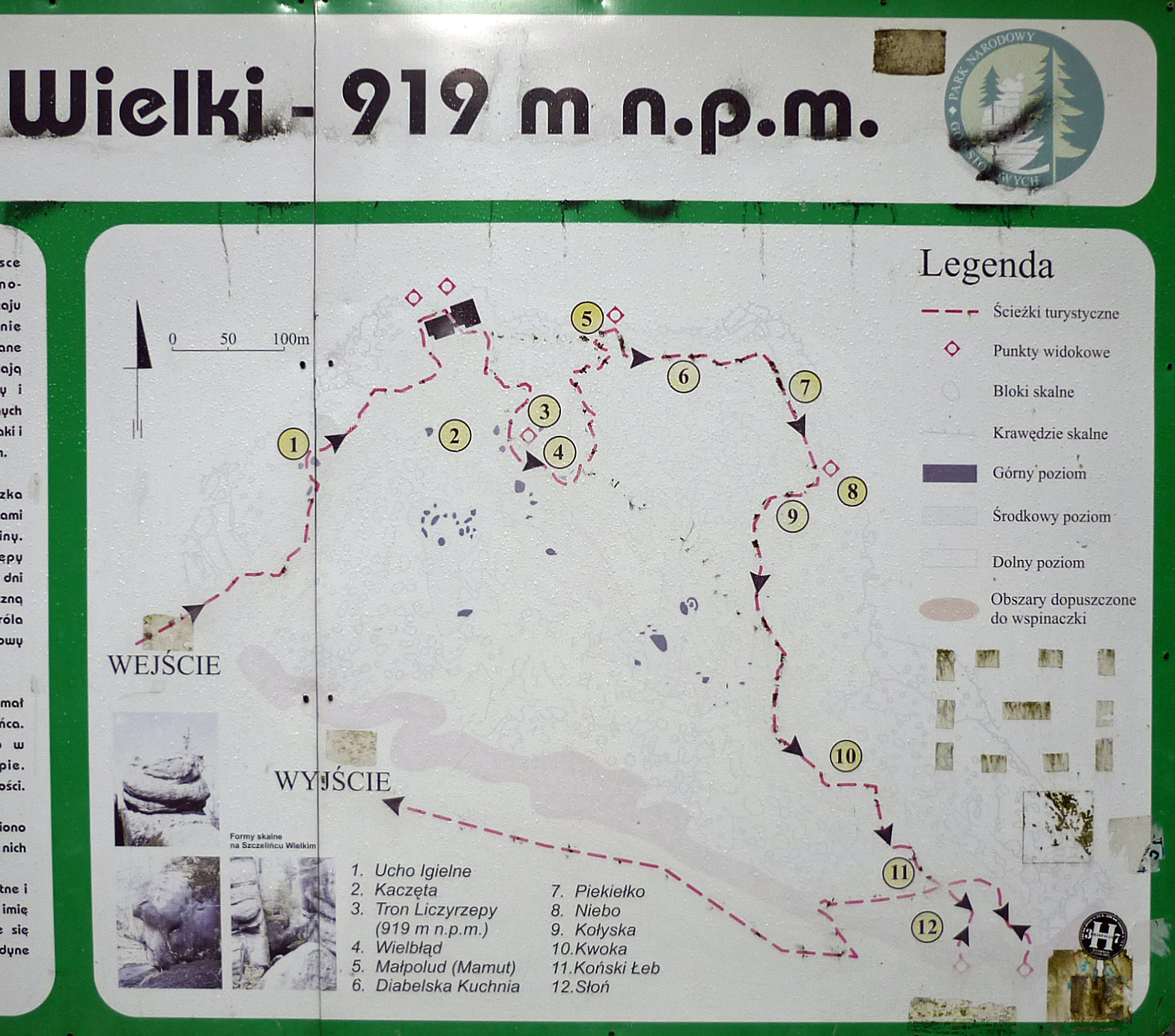
Plánek prohlídkového okruhu

Nejvyšším bodem stolové hory je 12 metrů vysoká skála, zvaná Fotel Pradziada nebo též Tron Dziadka či Tron Liczyrzepy (Dědovo křeslo, Dědův trůn nebo Krakonošův trůn). K vyhlídkovému místu na vrcholu skály v nadmořské výšce 919 metrů vedou od roku 1825 schody, které byly zpočátku dřevěné, později železné.
Podle dobových záznamů a dat na skále jako první na Velkou Hejšovinu pravděpodobně vystoupili jezuité v druhé polovině 16. století. Později toto místo navštívili též pruští králové Bedřich Vilém II. a Bedřich Vilém III. a také proslulý německý básník Johann Wolfgang Goethe, který sem v roce 1790 doprovázel výmarského knížete Karla Augusta. Na horu rovněž vystoupil pruský ministr Carl von Hoym, na jehož počest tam připravili bohatou hostinu. V roce 1800 se mezi významné návštěvníky Velké Hejšoviny zapsal budoucí šestý prezident USA John Quincy Adams, který v té době působil jako americký velvyslanec v Prusku.
Na západní straně masívu se nachází menší stolová hora Malá Hejšovina (895 m). Tento vrchol je však pro turistiku nepřístupný z důvodu ochrany hnízdišť ohrožených ptačích druhů.

## Horolezectví
Skály na Velké Hejšovině jsou využívány též pro horolezecké aktivity, a to jak četné skalní stěny, věže, skalní jehly apod., tak i některé jeskyně a vnitřní prostory. Patří mezi ně i takové známé skalní útvary, jako je Małpolud (Opičák), Kwoka (Kvočna) nebo Wielbłąd (Velbloud).

## Přístup
Výchozím místem v nadmořské výšce 750 metrů je vesnice Karłów, která je administrativně částí gminy Radków v kladském okrese. Z Karłówa k rozcestí na jižním úpatí stolové hory směřují žlutě a červeně (tzv. Główny Szlak Sudecki) značené turistické trasy. Od rozcestí vede na vrchol Velké Hejšoviny 665 schodů. Okružní prohlídkovou trasu na Velké Hejšovině vybudoval v roce 1804 Franz Pabel (1773 -1861), karłowský rodák a pozdější šoltys, kterého za tyto zásluhy král Bedřich Vilém II. v roce 1813 jmenoval prvním oficiálním průvodcem turistů v Sudetech. V letní sezóně (od konce dubna do 15.listopadu ) je vstup na turistický prohlídkový okruh zpoplatněný, plné vstupné činí 14, snížené 7 zlotých. 
Velká Hejšovina je součástí česko-polské dálkové naučné trasy Geotrasa sudetská.

## Panorama

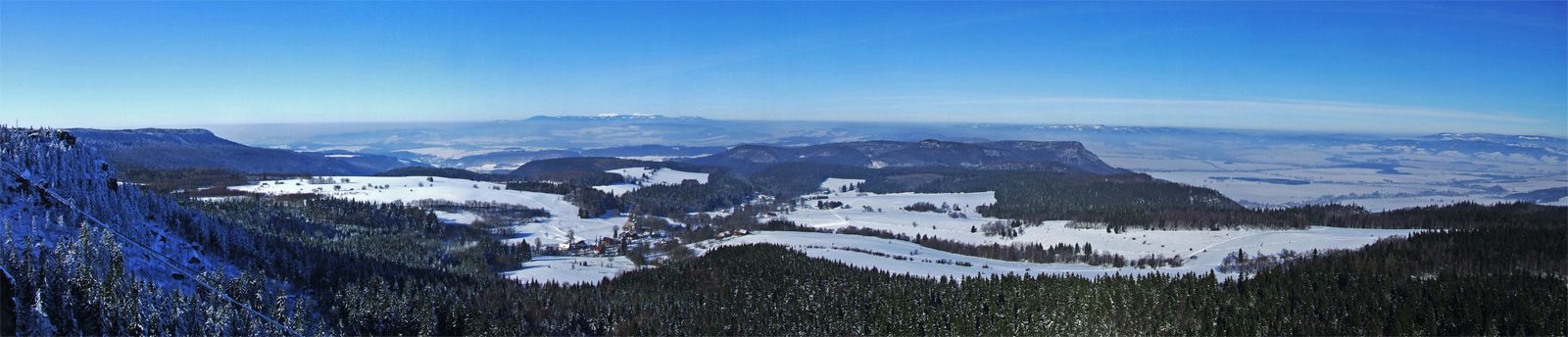
Zimní panorama, pohled z Hejšoviny